# Creed III
Creed III es una película de drama deportivo estadounidense dirigida por Michael B. Jordan (en su debut como director) a partir de un guion de Keenan Coogler y Zach Baylin. Es la secuela de Creed II (2018) y la novena entrega de la franquicia de Rocky, la película está protagonizada por Jordan, Tessa Thompson, Phylicia Rashad y Jonathan Majors. Esta es la primera película de la franquicia sin Sylvester Stallone como Rocky Balboa, aunque todavía se desempeña como productor de su marca Balboa Productions. Es la primera película de MGM que no es lanzada bajo su sello insignia, United Artists Releasing, puesto que Amazon (empresa matriz de MGM) la cerró el 4 de marzo de 2023, debido al desinterés del público en películas artísticas y a los fracasos de taquilla de UAR.

## Argumento
En Los Ángeles durante el año 2002, Adonis "Donnie" Creed se escapa con su mejor amigo Damian "Dame" Anderson para ver a este último competir en un combate de boxeo. Después de que Dame gana, Donnie se encuentra con un hombre llamado Leon en una tienda de conveniencia, a quien ataca.
Después de los eventos de la entrega anterior, Adonis pelea en la revancha con Ricky "Pretty" Conlan y pese a que Conlan está confiado en su victoria, Adonis aplica golpes estratégicos que en su día le enseñó Dame y lo noquea, convirtiéndose en campeón indiscutible del peso pesado. En la actualidad, Adonis está retirado del boxeo con un récord de 27-1 y centrado en su esposa Bianca y su hija Amara. Adonis también dirige la Academia de Boxeo de Delphi con Tony "Little Duke" Evers Jr., y está promoviendo a su alumno, el campeón mundial Félix "El Guerrero" Chávez en un combate contra Viktor Drago. Mientras tanto, Dame sale de prisión tras 18 años de prisión y visita a Adonis. Dame revela que se ha mantenido en forma y todavía desea boxear, lo que lleva a Adonis a invitarlo al gimnasio para entrenar a Chávez, en contra de las objeciones de Little Duke. Dame boxea bien, pero su estilo agresivo atrae el desdén de Chávez y Little Duke.
Dame visita la casa de Adonis, donde Bianca se entera de que ambos pasaron un tiempo en un hogar grupal, sin que ella lo supiera. En privado, Dame expresa su deseo de una oportunidad por el título contra Chávez, a lo que Adonis se niega. En una fiesta del sello discográfico de Bianca, Viktor es atacado por un asaltante desconocido; su lesión le imposibilita su pelea con Chávez. Adonis sugiere a Dame como oponente, lanzando una pelea de perdedores muy parecida a la primera oportunidad por el título de Rocky Balboa, que Chávez acepta. Durante la pelea, Dame juega sucio, pero noquea a Chávez de forma brutal y ganando el campeonato indiscutible de peso pesado, para molestia de Little Duke quien acompaña a Chávez en la ambulancia.
Después de la pelea, Adonis visita a su madre, quien le muestra las cartas que Dame le escribió y las cuales había guardado porque consideraba a Dame una mala influencia. Una carta contiene una imagen que muestra a Dame con un tipo que Adonis reconoce como el que agredió a Drago. Al darse cuenta de que Dame orquestó el ataque a Drago, Adonis lo confronta, pero termina con un ojo morado después de que Dame le reproche su tiempo en prisión y lo que ha sufrido. Teniendo ahora que afrontar su pasado, Adonis no puede confiar en Bianca, pero después de que Mary Anne muere de un derrame cerebral y ella se dirige a Adonis entre lágrimas como a su esposo "Apollo", él le revela a Bianca lo que le sucedió cuando era más joven: Leon era un cuidador en el hogar grupal que golpeaba a los jóvenes. Después de que Adonis atacara a Leon, los amigos de éste trataron de ayudarlo, lo que provocó que Dame sacara un arma para evitar que hirieran a Adonis. Cuando llegó la policía, Adonis huyó rápidamente del lugar, pero Dame fue arrestado. Intentando bloquear el recuerdo, Adonis nunca contactó a Dame desde su arresto y le dice a Bianca que solo hay una forma de afrontarlo, que es pelear contra Dame. Adonis interviene en el programa First Take, donde Dame lo llama para incitarlo por teléfono y tratar de humillarlo, pero Adonis desafía a este último por el campeonato y Dame acepta el reto.
A pesar de las múltiples heridas sufridas durante su carrera pugilística, Adonis completa un intenso entrenamiento con la ayuda de Little Duke y un recuperado Viktor, quienes le preparan para la gran batalla que le espera ante su temible rival. El combate se celebra en el Dodger Stadium y es apodado la "Batalla de Los Ángeles". Adonis se enfrenta a Dame en una pelea agotadora e igualada, durante la cual sobrevive a la cuenta de protección pese a sufrir un terrible golpe al corazón. En la ronda 12 y final, Adonis sigue el consejo de Little Duke y aprovecha el cansancio de Dame, lanzando una gran serie de golpes que lo noquean de forma fulminante. Luego, Adonis se reconcilia con Dame y ambos admiten que no fue culpa del otro. Más tarde, Adonis se une a Bianca y Amara en el ring en el estadio vacío, donde finge boxear con Amara, antes de poder retirarse a casa.

## Reparto
- Michael B. Jordan como Adonis "Donnie" Creed, antiguo boxeador y campeón mundial de los pesos pesados, hijo del boxeador Apollo Creed y alumno novato de Rocky Balboa.
  - Thaddeus J. Mixson como Adonis Creed joven
- Tessa Thompson como Bianca Taylor, esposa de Donnie.
- Jonathan Majors como Damian "Dame" Anderson, antiguo amigo de Adonis que ahora busca venganza personal contra él por haberlo abandonado tiempo atrás.
  - Spence Moore II como Damian Anderson joven
- Wood Harris como Tony "Pequeño Duque" Evers, entrenador y socio de Adonis.
- Mila Davis-Kent como Amara Creed, la hija de Adonis y Bianca, quién es sorda y se comunica con lengua de signos.
- Florian Munteanu como Viktor Drago, antiguo rival y ahora compañero de Adonis.
- Phylicia Rashad como Mary Anne Creed, la madre adoptiva de Adonis y viuda de Apollo Creed.
- José Benavidez Jr. como Félix "El Guerrero" Chávez, boxeador mexicano promocionado por Adonis que es brutalmente golpeado por Damian durante una pelea.
- Selenis Leyva como Laura Chávez
- Tony Bellew como Ricky "Pretty" Conlan, repitiendo su papel en la primera película.

Adicionalmente Barry Pepper provee la narración del comercial de "Anderson v Chavez". La personalidad de la televisión deportiva Stephen A. Smith, la presentadora de noticias Jessica Holmes, el boxeador Saúl "Canelo" Álvarez y su esposa Fernanda Gómez, y la cantante Kehlani hacen cameos como ellos mismos. También aparecen como ellos mismos: los árbitros de boxeo Kenny Bayless, Russell Mora y Tony Weeks; los locutores de ring Jimmy Lennon Jr. y David Diamante; y los locutores Todd Grisham, Jessica McCaskill, Al Bernstein, Mauro Ranallo y Christopher Mannix. El padre de Michael B. Jordan, Michael A. Jordan, también hace cameos como árbitro de los Guantes de Oro. El boxeador Bud Crawford también aparece como sparring.

## Producción

### Desarrollo
En diciembre de 2018 en respuesta a la sugerencia de que Deontay Wilder podría interpretar al hijo de Clubber Lang en un potencial Creed III tanto Sylvester Stallone como Michael B. Jordan expresaron interés en que ese personaje aparezca en la trama de la próxima entrega. En septiembre de 2019 Jordan confirmó que Creed III estaba oficialmente en desarrollo activo.

### Preproducción
En febrero de 2020 se anunció a Zach Baylin como guionista y se confirmó que Jordan repetiría su papel de Adonis Creed. En octubre de 2020 se informó que además de retomar su papel de Adonis Creed, Jordan también dirigiría Creed III, que sería su debut como director. Los productores habían expresado interés en que Jordan fuera el director, e Irwin Winkler afirmó que personalmente le había ofrecido el puesto al actor. En abril de 2021 Stallone anunció que no aparecería como Rocky Balboa en la película. Para junio de 2021 Jonathan Majors entró en conversaciones para interpretar al nuevo adversario de Adonis. En noviembre de 2021 se confirmó oficialmente que Majors aparecería en la película. En abril de 2022 se anunció que Wood Harris y Florian Munteanu volverían a interpretar sus papeles de películas anteriores de Creed, mientras que Selenis Leyva, Thaddeus J. Mixson, Spence Moore II y Mila Davis-Kent se unieron al elenco.

### Rodaje
La fotografía principal comenzó a fines de enero de 2022 con Jordan en el set de la película en Atlanta (Georgia). Kramer Morgenthau regresó como director de fotografía de la película, después de hacerlo para Creed II. La película se rodó con cámaras Sony CineAlta Venice con certificación IMAX y el formato anamórfico Panavision lo que la convierte en la primera película de la serie en hacerlo. La filmación terminó más tarde el 6 de abril de 2022.

### Posproducción
Tyler Nelson se desempeña como editor de la película.

## Estreno
Creed III originalmente estaba programado para ser estrenado en cines el 23 de noviembre de 2022 por Metro-Goldwyn-Mayer en los Estados Unidos y Warner Bros. Pictures en todo el mundo, pero el 29 de julio se pospuso hasta el 3 de marzo de 2023.

## Recepción
Creed III recibió reseñas generalmente positivas de parte de la crítica y de la audiencia. En el sitio web especializado Rotten Tomatoes, la película posee una aprobación de 88%, basada en 338 reseñas, con una calificación de 7.1/10 y un consenso crítico que dice "Saliendo por fin de la sombra icónica de Rocky Balboa, la franquicia Creed reafirma su estatus de campeona gracias a la dirección contundente de la estrella Michael B. Jordan y un cambio matizado de Jonathan Majors." De parte de la audiencia tiene una aprobación de 90%, basada en más de 10 000 votos, con una calificación de 4.5/5.
El sitio web Metacritic le dio a la película una puntuación de 73 de 100, basada en 62 reseñas, indicando "reseñas generalmente favorables". Las audiencias encuestadas por CinemaScore le otorgaron a la película una "A-" en una escala de A+ a F, mientras que en el sitio IMDb los usuarios le asignaron una calificación de 6.8/10, sobre la base de más de 86 000 votos. En la página web FilmAffinity la película tiene una calificación de 5.9/10, basada en 5774 votos.